# Metino
Metino ou metilidino é um grupo funcional tri-valente ≡CH, derivado do metano. O grupo metino consiste em um átomo de carbono com uma ligação simples covalente a um átomo de hidrogênio. É composto por elétrons de valência que formam três ligações simples, ou uma dupla e uma simples ou uma tripla. 

## Exemplo
Todos os carbonos dessa molécula são metinos, exceto os dois ligados aos nitrogénios, que não estão ligados a nenhum hidrogénio, e o que está ligado ao nitrogénio e a dois hidrogénios (em baixo, à direita).